# Microserica sarawakana
Microserica sarawakana är en skalbaggsart som beskrevs av Moser 1920. Microserica sarawakana ingår i släktet Microserica och familjen Melolonthidae. Inga underarter finns listade i Catalogue of Life.